# Луцерн (Вајоминг)
Луцерн (енгл. Lucerne) насељено је место без административног статуса у америчкој савезној држави Вајоминг.

## Демографија
По попису из 2010. године број становника је 535, што је 10 (1,9%) становника више него 2000. године.
| Група             | 2000.       | 2010.       |
| Белци             | 510 (97,1%) | 516 (96,4%) |
| Афроамериканци    | 1 (0,2%)    | 1 (0,2%)    |
| Азијати           | 1 (0,2%)    | 1 (0,2%)    |
| Хиспаноамериканци | 8 (1,5%)    | 7 (1,3%)    |
| Укупно            | 525         | 535         |